# Guadalmellato
El río Guadalmellato es un río del sur de España, un afluente por la margen derecha del río Guadalquivir, que transcurre por la provincia de Córdoba.

## Curso y cuenca
El río nace en el embalse del mismo nombre que se forma con las aguas de los ríos Guadalbarbo, Cuzna y Varas. Desde el embalse, el río sigue en dirección sur y es embalsado de nuevo en el embalse de San Rafael de Navallana. Después desemboca en el Guadalquivir cerca de Alcolea. Su longitud es de unos 110,5 kilómetros.

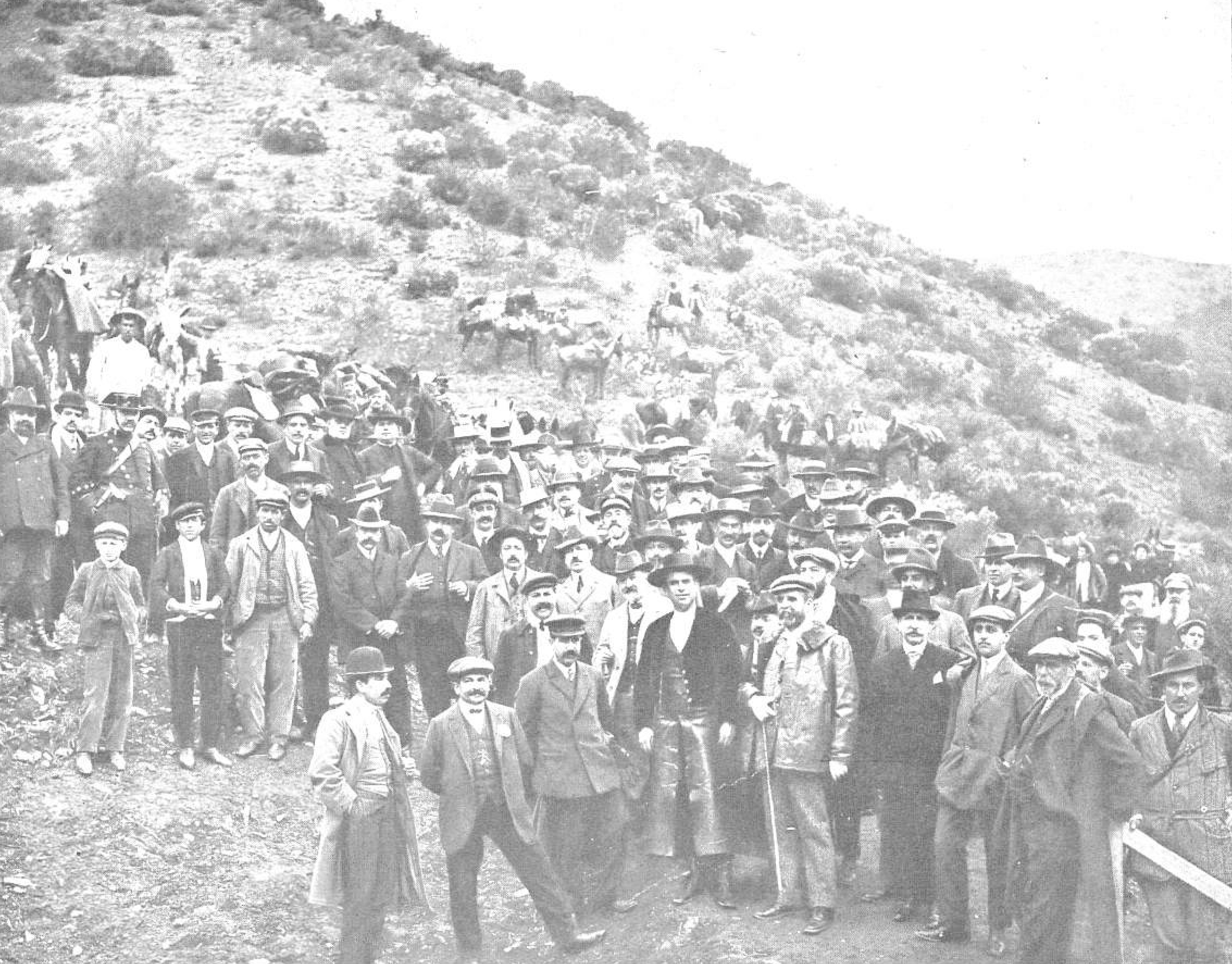
Inauguración de las obras del embalse del Guadalmellato en 1909, con la presencia de José Sánchez Guerra, ministro de Fomento. Las obras no finalizarían hasta finales de la década de 1920.

La cuenca del Guadalmellato está integrada principalmente por los tres afluentes anteriormente mencionados. El río Varas nace en el término municipal de Villanueva de Córdoba y atraviesa los términos de Montoro, Adamuz y Villafranca de Córdoba. Su principal afluente es el río Matapuercas. El río Cuzna, considerado por algunas fuentes como el curso alto del Guadalmellato, nace en el término de Villanueva del Duque y realiza un recorrido norte-sur entre los términos de Alcaracejos, Pozoblanco y Obejo. Su afluente principal es el río Gato. Finalmente, el Guadalbarbo integra la vertiente más occidental de la cuenca, discurriendo por lostérminos de Belmez, Espiel, Obejo y Villaharta, siendo sus afluentes el arroyo de Obejo y el arroyo de la Gargantilla entre otros.

## Canal del Guadalmellato
Antes de su desembocadura en el río Guadalquivir, una parte del caudal del río Guadalmellato es desviada formando un canal que transcurre en paralelo al río. Este canal pasa cerca de las barriadas cordobesas de Alcolea, El Sol y Los Amigos, y entra en el casco urbano de Córdoba, que atraviesa por las barrios del Brillante y Parque Figueroa. El canal acaba cerca de Villarrubia.

## Flora y fauna
Casi toda la cuenca baja del río Guadalmellato ha sido declarada Zona de Especial Conservación (ZEC). La existencia de una vegetación rica y diversa, el buen estado de conservación de los hábitats presentes y el aprovechamiento tradicional del monte mediterráneo han permitido la supervivencia de una gran variedad de especies de fauna. Uno de los grupos más numerosos lo constituyen las aves, y dentro de estas, las  rapaces son especialmente importantes, destacando el águila imperial, el águila real y el buitre negro. Otras especies de aves importantes son la cigüeña negra, el águila perdicera, el águila calzada, el águila  culebrera, el milano real, la perdiz y el búho real.
Entre los mamíferos destaca la presencia de lince ibérico, el felino más amenazado del mundo según la UICN y que en Sierra Morena encuentra uno de sus últimos refugios. Otro mamífero importante es el lobo, cuyas dos únicas poblaciones en Andalucía se localizan (o localizaban) en Sierra Morena y que, al igual que para el lince, la ZEC río Guadalmellato constituye un corredor ecológico crucial para la conexión y supervivencia de la especie en Andalucía. La nutria también está presente, al igual que el ciervo, el jabalí, el conejo y numerosas especies de quirópteros cavernícolas, entre los que cabe mencionar el murciélago de cueva, el murciélago ratonero mediano, el murciélago ratonero grande, el murciélago de  herradura, el murciélago grande de herradura, el murciélago mediano de herradura y el murciélago pequeño de herradura.
Asociados a los numerosos cursos de agua habitan distintas especies de anfibios como sapillo pintojo ibérico, sapo de espuelas, sapo partero ibérico, sapo corredor, ranita de San Antonio; y reptiles como galápago leproso, galápago europeo, eslizón ibérico y la culebra de herradura.
Respecto a la fauna piscícola, destacan jarabugo, boga de río, pardilla, calandino y lisa.